# Денево
Денево — деревня в Локнянском районе Псковской области России. Входит в состав Подберезинской волости.

## География
Деревня находится в юго-восточной части Псковской области, в зоне хвойно-широколиственных лесов, на правом берегу реки Локни, на расстоянии примерно 25 километров (по прямой) к востоку-северо-востоку (ENE) от посёлка городского типа Локни, административного центра района. Абсолютная высота — 86 метров над уровнем моря.

### Климат
Климат характеризуется как умеренно континентальный, влажный. Средняя многолетняя температура самого холодного месяца (января) составляет −7,7°С, средняя температура самого тёплого (июля) — +17,6°С. Среднегодовое количество осадков — 700—900 мм. Продолжительность безморозного периода составляет 141 день.

### Часовой пояс
Деревня Денево, как и вся Псковская область, находится в часовой зоне МСК (московское время). Смещение применяемого времени относительно UTC составляет +3:00.

## Население
| 2001 | 2002 | 2010 |
| ---- | ---- | ---- |
| 15   | ↘6   | ↗18  |

Согласно результатам переписи 2002 года, в национальной структуре населения русские составляли 100 %.